# Hyposoter rufovariatus
Hyposoter rufovariatus là một loài tò vò trong họ Ichneumonidae.